# Abdoulaye Diallo
Abdoulaye Diallo (Reims, 30 maart 1992) is een Senegalees-Frans voormalig voetballer die speelde als doelman. Tussen 2009 en 2023 was hij actief voor Stade Rennais, Le Havre, Çaykur Rizespor, Gençlerbirliği, Nottingham Forest en AS Nancy. Diallo maakte in 2015 zijn debuut in het Senegalees voetbalelftal en kwam uiteindelijk tot zeventien interlandoptredens.

## Clubcarrière
Diallo speelde in de jeugd van Stade de Reims en later bij INF Clairefontaine. In 2007 kwam de doelman terecht in de jeugdopleiding van Stade Rennais. Op 29 november 2009 debuteerde hij in het eerste elftal, op bezoek bij Olympique Lyon. Door treffers van Asamoah Gyan en Lisandro López eindigde de wedstrijd in 1–1. Diallo mocht van coach Frédéric Antonetti in de basis beginnen en hij speelde het gehele duel mee. Een halfjaar later, in april 2010, ondertekende Diallo zijn eerste professionele verbintenis bij de club. In de seizoenen erna kwam hij weinig in actie en Le Havre huurde de Senegalees in januari 2014 voor anderhalf jaar. Bij Le Havre was hij gedurende deze anderhalf jaar overwegend de eerste keuze onder de lat. Na een jaar met zeven competitiewedstrijden werd hij in augustus 2016 voor een jaar verhuurd aan Çaykur Rizespor.
Het contract van Diallo in Rennais verliep in de zomer van 2019, waarop hij transfervrij tekende bij Gençlerbirliği. In een jaar speelde hij vier wedstrijden in de Süper Lig, waarna hij overstapte naar Nottingham Forest, waar hij zijn handtekening zette onder een verbintenis voor de duur van één seizoen. Hij kwam niet in actie in Engeland en vertrok aan het einde van het seizoen weer. Na een jaar zonder club tekende Diallo voor AS Nancy. Hier speelde hij één seizoen, voor hij besloot op eenendertigjarige leeftijd een punt te zetten achter zijn actieve loopbaan.

## Clubstatistieken
| Seizoen | Club              | Competitie   | Competitie | Competitie | Beker | Beker | Internationaal | Internationaal | Totaal | Totaal |
| Seizoen | Club              | Competitie   | Wed.       | Dlp.       | Wed.  | Dlp.  | Wed.           | Dlp.           | Wed.   | Dlp.   |
| ------- | ----------------- | ------------ | ---------- | ---------- | ----- | ----- | -------------- | -------------- | ------ | ------ |
| 2009/10 | Stade Rennais     | Ligue 1      | 1          | 0          | 0     | 0     | —              | —              | 1      | 0      |
| 2010/11 | Stade Rennais     | Ligue 1      | 0          | 0          | 0     | 0     | —              | —              | 0      | 0      |
| 2011/12 | Stade Rennais     | Ligue 1      | 1          | 0          | 1     | 0     | 1              | 0              | 3      | 0      |
| 2012/13 | Stade Rennais     | Ligue 1      | 0          | 0          | 2     | 0     | —              | —              | 2      | 0      |
| 2013/14 | Stade Rennais     | Ligue 1      | 0          | 0          | 0     | 0     | —              | —              | 0      | 0      |
| 2013/14 | → Le Havre        | Ligue 2      | 16         | 0          | 0     | 0     | —              | —              | 16     | 0      |
| 2014/15 | → Le Havre        | Ligue 2      | 34         | 0          | 1     | 0     | —              | —              | 35     | 0      |
| 2015/16 | Stade Rennais     | Ligue 1      | 7          | 0          | 2     | 0     | —              | —              | 9      | 0      |
| 2016/17 | → Çaykur Rizespor | Süper Lig    | 19         | 0          | 0     | 0     | —              | —              | 19     | 0      |
| 2017/18 | Stade Rennais     | Ligue 1      | 3          | 0          | 5     | 0     | —              | —              | 8      | 0      |
| 2018/19 | Stade Rennais     | Ligue 1      | 6          | 0          | 0     | 0     | 3              | 0              | 9      | 0      |
| 2019/20 | Gençlerbirliği    | Süper Lig    | 4          | 0          | 1     | 0     | —              | —              | 5      | 0      |
| 2020/21 | Nottingham Forest | Championship | 0          | 0          | 0     | 0     | —              | —              | 0      | 0      |
| 2022/23 | AS Nancy          | National     | 2          | 0          | 0     | 0     | —              | —              | 2      | 0      |
| Totaal  | Totaal            | Totaal       | 93         | 0          | 12    | 0     | 4              | 0              | 109    | 0      |

## Interlandcarrière
Diallo maakte zijn debuut in het Senegalees voetbalelftal op 28 maart 2015, toen met 1–2 gewonnen werd van Ghana. Moussa Konaté scoorde twee keer voor Senegal, waarna Richmond Boakye voor de aansluitingstreffer zorgde. Diallo mocht van bondscoach Aliou Cissé in de basis beginnen en hij speelde de volledige negentig minuten mee.
Diallo werd in mei 2018 door Cissé opgenomen in de selectie van Senegal voor het wereldkampioenschap in Rusland. Hij kwam op het toernooi niet in actie. Senegal was ingedeeld in groep H, samen met Polen, Colombia en Japan. Na een 2–1 zege op Polen speelde de West-Afrikaanse ploeg met 2–2 gelijk tegen Japan, waarna in de slotwedstrijd met 1–0 verloren werd van groepswinnaar Colombia. Senegal eindigde in punten en doelpunten exact gelijk met nummer twee Japan, maar moest desondanks toch naar huis: Senegal werd het eerste land dat op basis van de Fair Play-regels werd uitgeschakeld, omdat de ploeg meer gele kaarten kreeg dan Japan.
| Interlands van Abdoulaye Diallo voor Senegal | Interlands van Abdoulaye Diallo voor Senegal | Interlands van Abdoulaye Diallo voor Senegal | Interlands van Abdoulaye Diallo voor Senegal | Interlands van Abdoulaye Diallo voor Senegal | Interlands van Abdoulaye Diallo voor Senegal | Interlands van Abdoulaye Diallo voor Senegal |
| №                                            | Datum                                        | Wedstrijd                                    | Uitslag                                      | Competitie                                   | Goals                                        |                                              |
| Als speler bij Le Havre                      | Als speler bij Le Havre                      | Als speler bij Le Havre                      | Als speler bij Le Havre                      | Als speler bij Le Havre                      | Als speler bij Le Havre                      | Als speler bij Le Havre                      |
| -------------------------------------------- | -------------------------------------------- | -------------------------------------------- | -------------------------------------------- | -------------------------------------------- | -------------------------------------------- | -------------------------------------------- |
| 1                                            | 28 maart 2015                                | Ghana – Senegal                              | 1 – 2                                        | Vriendschappelijk                            |                                              |                                              |
| Als speler bij Stade Rennais                 |                                              |                                              |                                              |                                              |                                              |                                              |
| 2                                            | 5 september 2015                             | Namibië – Senegal                            | 0 – 2                                        | AK 2017 kwalificatie                         |                                              |                                              |
| 3                                            | 13 oktober 2015                              | Algerije – Senegal                           | 1 – 0                                        | Vriendschappelijk                            |                                              |                                              |
| 4                                            | 13 november 2015                             | Madagaskar – Senegal                         | 2 – 2                                        | WK 2018 kwalificatie                         |                                              |                                              |
| 5                                            | 17 november 2015                             | Senegal – Madagaskar                         | 3 – 0                                        | WK 2018 kwalificatie                         |                                              |                                              |
| 6                                            | 26 maart 2016                                | Senegal – Niger                              | 2 – 0                                        | AK 2017 kwalificatie                         |                                              |                                              |
| 7                                            | 29 maart 2016                                | Niger – Senegal                              | 1 – 2                                        | AK 2017 kwalificatie                         |                                              |                                              |
| Als speler bij Çaykur Rizespor               |                                              |                                              |                                              |                                              |                                              |                                              |
| 8                                            | 8 oktober 2016                               | Senegal – Kaapverdië                         | 2 – 0                                        | WK 2018 kwalificatie                         |                                              |                                              |
| 9                                            | 12 november 2016                             | Zuid-Afrika – Senegal                        | 2 – 1                                        | WK 2018 kwalificatie                         |                                              |                                              |
| 10                                           | 11 november 2016                             | Congo-Brazzaville – Senegal                  | 0 – 2                                        | Vriendschappelijk                            |                                              |                                              |
| 11                                           | 15 januari 2017                              | Tunesië – Senegal                            | 0 – 2                                        | AK 2017                                      |                                              |                                              |
| 12                                           | 19 januari 2017                              | Senegal – Zimbabwe                           | 2 – 0                                        | AK 2017                                      |                                              |                                              |
| 13                                           | 28 januari 2017                              | Senegal – Kameroen                           | 0 – 0                                        | AK 2017                                      |                                              |                                              |
| 14                                           | 27 maart 2017                                | Senegal – Ivoorkust                          | 1 – 1                                        | Vriendschappelijk                            |                                              |                                              |
| 15                                           | 9 juni 2017                                  | Senegal – Equatoriaal-Guinea                 | 3 – 0                                        | AK 2019 kwalificatie                         |                                              |                                              |
| Als speler bij Stade Rennais                 |                                              |                                              |                                              |                                              |                                              |                                              |
| 16                                           | 27 maart 2018                                | Senegal – Bosnië en Herzegovina              | 0 – 0                                        | Vriendschappelijk                            |                                              |                                              |
| 17                                           | 8 juni 2018                                  | Kroatië – Senegal                            | 2 – 1                                        | Vriendschappelijk                            |                                              |                                              |